# Buhid jezik
Buhid jezik (ISO 639-3: bku; bangon, batangan, bukil), austronezijski jezik uže filipinske skupine kojim govori oko 8 000 ljudi (1991 OMF) na jugu otoka Mindoro, Filipini. Zajedno s istočnotawbuidskim [bnj] i zapadnotawbuidskim [twb] čini južnomangyansku podskupinu buhid-taubuid.
Piše se buhidskim pismom kojeg rabe i druga mangyanska plemena.

## Vanjske poveznice
- Ethnologue (14th)
- Ethnologue (15th)